# Bill Marx
William Woollcott „Bill“ Marx (* 8. Januar 1937 in Los Angeles) ist ein amerikanischer Jazzmusiker (Piano, Komposition).

## Leben und Wirken
Marx wuchs, seit er ein Jahr alt war, als Adoptivsohn bei Harpo Marx und Susan Fleming auf. Mit zwölf Jahren begann er im Showbusiness zu arbeiten, als er die Verantwortung für die Requisiten seines Adoptivvaters, darunter auch dessen Harfe, übernahm. Mit 16 Jahren wurde er Arrangeur und Dirigent für seinen Vater. Ein Jahr später besuchte er die Juilliard School, wo er bei Bernard Wagenaar Komposition studierte. In Los Angeles studierte er bei dem Komponisten Mario Castelnuovo-Tedesco.
Marx transkribierte zunächst die Musik, die Harpo Marx komponierte, da dieser keine Noten lesen konnte. Die beiden arbeiteten gemeinsam an zwei Alben, die Anfang der 1960er Jahre entstanden.
1961 erhielt Marx einen Vertrag bei Vee-Jay Records. Zwei seiner vier Jazzalben, die er dort zwischen 1962 und 1964 veröffentlichte, wurden 1997 neu aufgelegt. 2018 legte er noch ein Album mit der Sängerin Chris Bennett vor.
1989 tourte Marx mit der Harfenistin Carrol McLaughlin durch die Vereinigten Staaten und gab Konzerte mit der Musik von Harpo Marx, teilweise sogar als Harpo und Chico Marx verkleidet. Außerdem nahmen sie ein Album mit dem Titel „From Harpo with Love“ auf. Als Pianist trat Marx in Jazzclubs, Lounges und Theatern auf; er galt in den frühen 1990er Jahren als der bekannteste Barpianist in Los Angeles.
Zu den eigenen Kompositionen von Bill Marx gehören Konzerte für Altsaxophon, Flöte, Harfe, Klavier und Violine. Er komponierte auch Symphonien und Filmmusiken, etwa für die Filme Der Schrei des Todes, Terror at Red Wolf Inn, The Astral Factor und Count Yorga, Vampire sowie Weekend Pass (1984). Auch arrangierte er Musik für John Cassavetes’ Big Trouble und schrieb Musik für Werbespots.
2002 erhielt Bill Marx einen Stein auf dem Palm Springs Walk of Stars. 2011 veröffentlichte er das biographische Buch Sun of Harpo Speaks! 2019 gab er zahlreiche Erinnerungsstücke aus dem Besitz der Marx Brothers an die Rancho Mirage Public Library.

## Diskographische Hinweise
- Billy Marx and the Jazz Octet: Jazz Kaleidoscope (Vee Jay 1962)
- Ann Richards and the Bill Marx Trio: Live at the Losers (Vee Jay 1963)
- The Bill Marx Trio: My Sun the Folk Swinger (Vee Jay 1963)
- Night Time Is the Right Time (VeeJay 1964)
- Gary LeMel, Bill Marx: Love Strokes (Doctor Jazz 1986)
- Gary LeMel Featuring Bill Marx: How Fast Forever Goes (Headfirst 1991)
- Chris Bennett & Bill Marx: Something Wonderful (2018)

## Schriften
- Bill Marx: Son of Harpo Speaks! Applause Theatre & Cinema Books, Milwaukee, WI 2011, ISBN 978-1-55783-790-5.